# Ki no Kosami
Ki no Kosami (紀古佐美), 733 - 797 est un noble japonais et fonctionnaire de la fin de l'époque de Nara et du début de l'époque de Heian. Son père est Ki no Yadonamaro.
Il est d'abord nommé jugoi en 1764 et plus tard gouverneur de la province de Tamba, hyōbu-shō (en) et administrateur de la province d'Ise. En 780, il est nommé seitō fukushu comme assistant de Fujiwara no Tsugutada et s'installe dans le pays. En 781 il est nommé gouverneur de la province de Mutsu plus tard sahyōefu, sachūben, shikibu Taifu entre autres endroits ; En 785, il est nommé sangi. En 788 il est nommé Seitō Taishōgun et en 789 est envoyé réprimer la révolte des Emishi mais la forte opposition d'Aterui (en), chef de la tribu, provoque la déroute de Kosami qui doit retourner à la capitale, Nagaoka-kyō.
Il est plus tard nommé chūnagon et en 796 dainagon, poste qu'il occupe jusqu'à sa mort l'année suivante.

## Source de la traduction
- (es) Cet article est partiellement ou en totalité issu de l’article de Wikipédia en espagnol intitulé « Ki no Kosami » (voir la liste des auteurs).